# Takaaki Tsuiki
Takaaki Tsuiki (jap. 立木 孝明  Tsuiki Takaaki; ur. 1970, w Kawasaki w prefekturze Kanagawa) – japoński wspinacz sportowy, specjalizujący się boulderingu, prowadzeniu oraz we wspinaczce łącznej. Mistrz Azji we wspinaczce sportowej w konkurencji prowadzenie w 2002.

## Kariera sportowa
Na mistrzostwach Azji w 2002 w japońskiej Toyamie we wspinaczce sportowej zdobył zloty medal we wspinaczce sportowej w konkurencji prowadzenie, w finale wygrał ze Koreańczykami Kim Dong-sikiem oraz z Cho Kyu-bogiem.

## Osiągnięcia

### Mistrzostwa świata
| Konkurencje | 1999 | 2003 |
| Prowadzenie | 27   | 45   |

### Mistrzostwa Azji
| Konkurencje | 2002 |
| Prowadzenie | 1    |